# Đỗ Thị Bích Hạnh
Đỗ Thị Bích Hạnh (1 de febrero de 1981) es una deportista vietnamita que compitió en taekwondo. Ganó una medalla de bronce en los Juegos Asiáticos de 2006, y una medalla de plata en el Campeonato Asiático de Taekwondo de 2006.

## Palmarés internacional
| Juegos Asiáticos    | Juegos Asiáticos    | Juegos Asiáticos  | Juegos Asiáticos |
| Año                 | Lugar               | Medalla           | Categoría        |
| ------------------- | ------------------- | ----------------- | ---------------- |
| 2006                | Doha (Catar)        | Medalla de bronce | –51 kg           |
| Campeonato Asiático |                     |                   |                  |
| Año                 | Lugar               | Medalla           | Categoría        |
| 2006                | Bangkok (Tailandia) | Medalla de plata  | –51 kg           |